# Łężyce (Pommeren)
Łężyce is een dorp in de Poolse woiwodschap Pommeren. De plaats maakt deel uit van de gemeente Wejherowo en telt 406 inwoners.